# Ivo Šušak
Ivo Šušak (ur. 10 czerwca 1948 w Širokim Brijegu) – chorwacki trener piłkarski.

## Kariera trenerska
W 1988 rozpoczął pracę szkoleniowca. Najpierw trenował chorwackie kluby Dinamo Vinkovci, NK Zagreb, NK Izola, NK Osijek i Hrvatski Dragovoljac Zagrzeb. Od 1997 do 2000 był selekcjonerem młodzieżowej reprezentacji Chorwacji. W latach 2000–2001 ze słoweńskim NK Mariborem wygrał mistrzostwo, stając się pierwszym zagranicznym trenerem, któremu udało się zdobyć tytuł mistrza Słowenii. W 2002 został mianowany na stanowisko głównego trenera Dinamo Tbilisi. Z inicjatywą ówczesnego prezesa Gruzińskiej Federacji Piłki Nożnej Meraba Żordanii 8 kwietnia 2003 został zaproszony również na stanowisko selekcjonera narodowej reprezentacji Gruzji. Jednak ze względu na fakt, że Šušak prowadził zarówno Dinamo Tbilisi, które miało trudności w grze, ostatecznie postanowiono nie łączyć jego funkcji. W rezultacie, 5 sierpnia 2003 opuścił drużynę narodową. Od 16 sierpnia 2006 do 13 listopada 2006 ponownie pracował w NK Osijek. W grudniu 2008 został pierwszym trenerem armeńskiego klubu Mika Erywań, którym kierował do lata 2009. Od 28 maja do 14 września 2010 ponownie trenował NK Zagreb. W latach 2011–2013 drugi raz prowadził reprezentację Chorwacji do lat 21. jako selekcjoner. Od 10 lutego do 3 czerwca 2015 po raz trzeci prowadził NK Osijek.

## Sukcesy i odznaczenia

### Sukcesy piłkarskie
NK Zagreb
- mistrz Trzeciej ligi Jugosławii: 1989/90
- mistrz Drugiej ligi Jugosławii: 1990/91

NK Maribor
- mistrz Słowenii: 2000/01

Dinamo Tbilisi
- mistrz Gruzji: 2002/03
- zdobywca Pucharu Gruzji: 2003/04
- zdobywca Pucharu Wspólnoty: 2004